# Cândido José Ferreira Martins
Cândido José Ferreira Martins foi um político brasileiro.
Médico, foi major-cirurgião do Exército. Foi presidente da Câmara Municipal de Petrópolis na época do decreto em que Nilo Peçanha nomeou Oswaldo Cruz como prefeito de Petrópolis, sendo vereador por diversas vezes e atuando como prefeito interino devido ao precário estado de saúde do renomado cientista.